# مديرية ساقين

تعديل مصدري - تعديل

مديرية ساقين إحدى مديريات محافظة صعدة في اليمن. بلغ عدد سكانها 52521 نسمة عام 2004. تقع في غرب صعدة.

موقع مديرية ساقين في محافظة صعدة